# آلان ماركونيت
آلان ماركونيت (بالفرنسية: Alain Marconnet)‏ (6 سبتمبر 1945 - 5 نوفمبر 1990)، هو لاعب كرة قدم فرنسي.